# Atlant

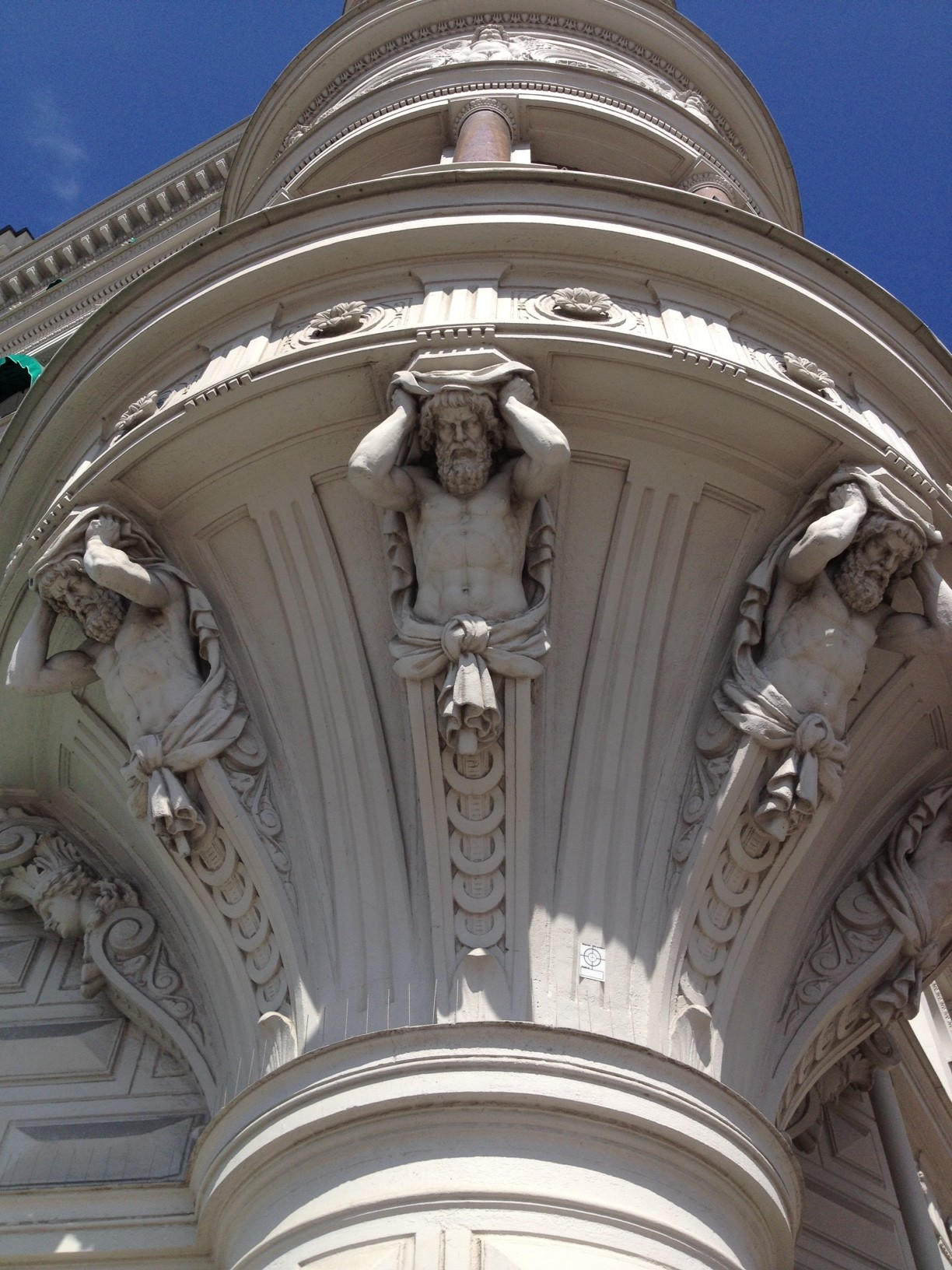
Atlanter bär upp hörntornet på Bolinderska palatset i Stockholm.

Atlant, även kallade atlas och telamon av gestalterna från romersk respektive grekisk mytologi, är en kolonn i form av en mansgestalt i hel eller halvfigur, som bär upp bjälklag och liknande. De används i byggnadskonsten för att bland annat bära upp bjälklag, fasadlister och balkonger. Kolonner i form av kvinnor kallas karyatider.
De grekiska atlanterna skulpterades så att det såg enkelt ut för dem att bära bördan på sina huvuden eller på uppsträckta armar. De romerska, och senare atlanter från renässans och barock, utformades kämpande med bördan och plågade av den.

## Bilder
Atlanter från olika stilar och epoker:

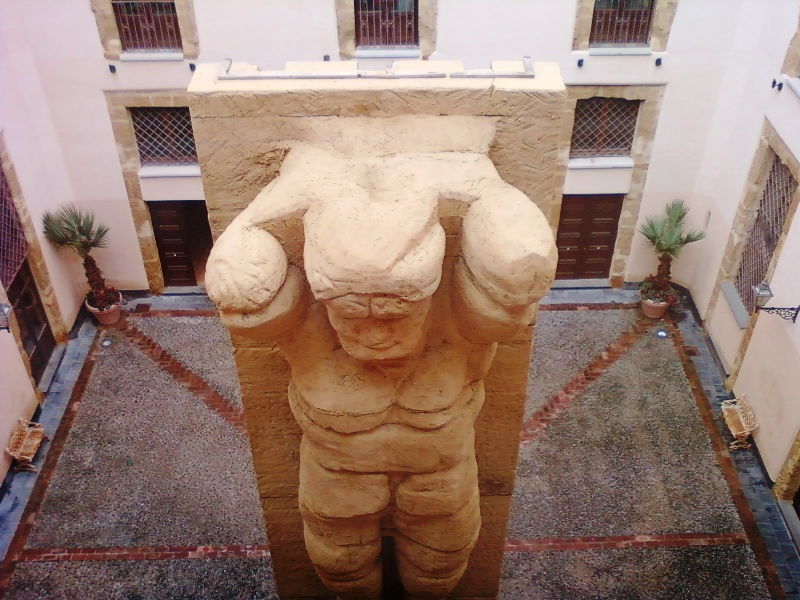
Antikens Grekland.
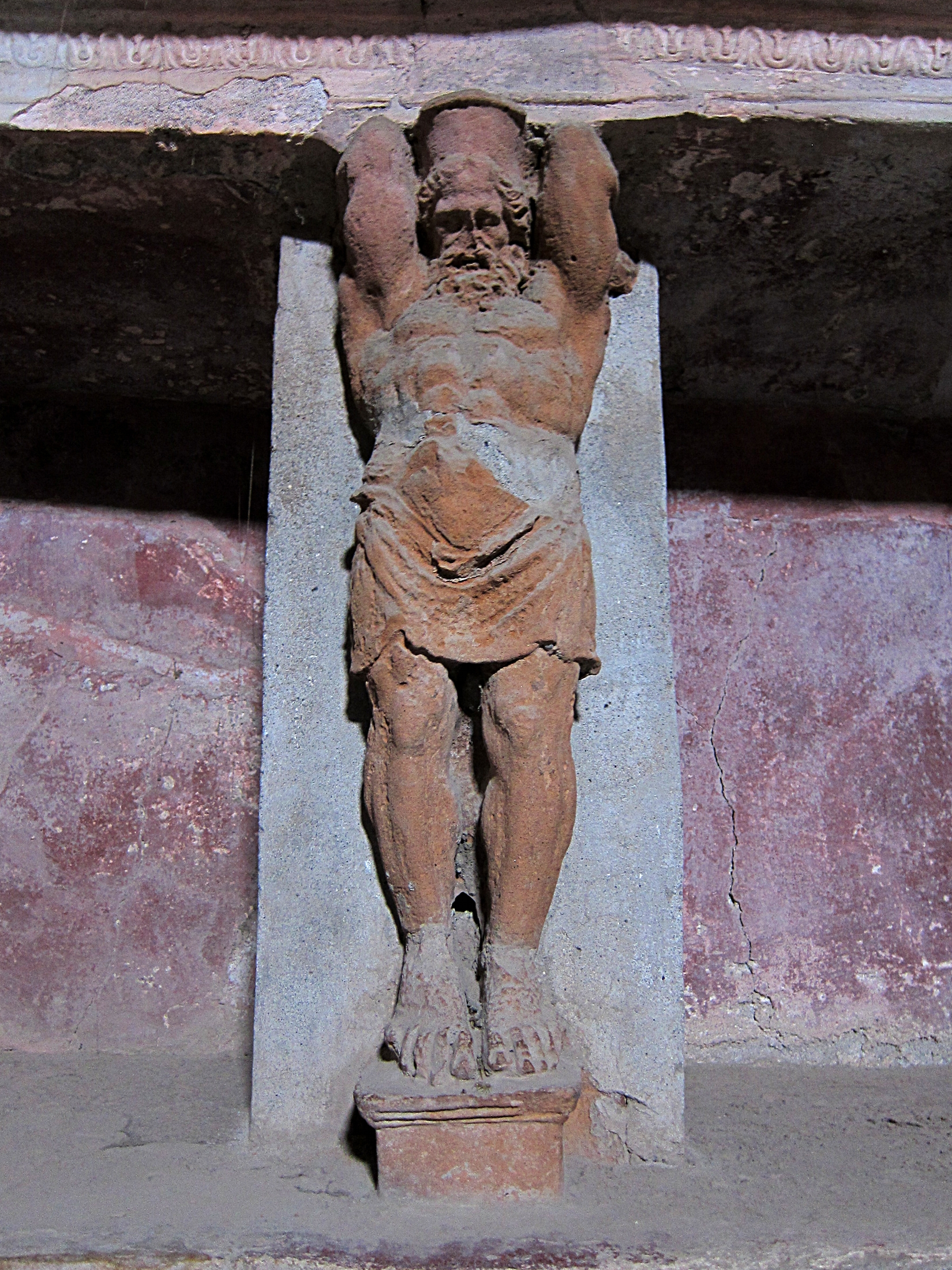
Romerska riket.
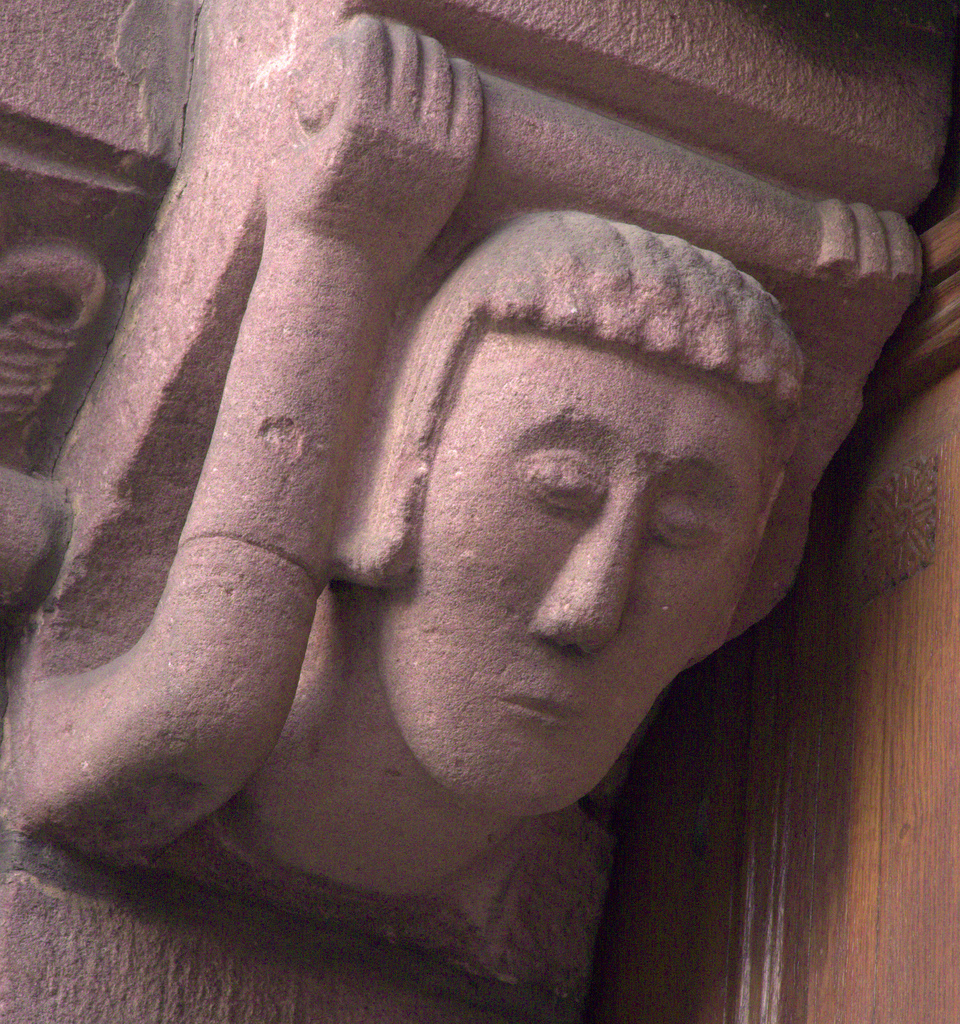
Romansk stil.
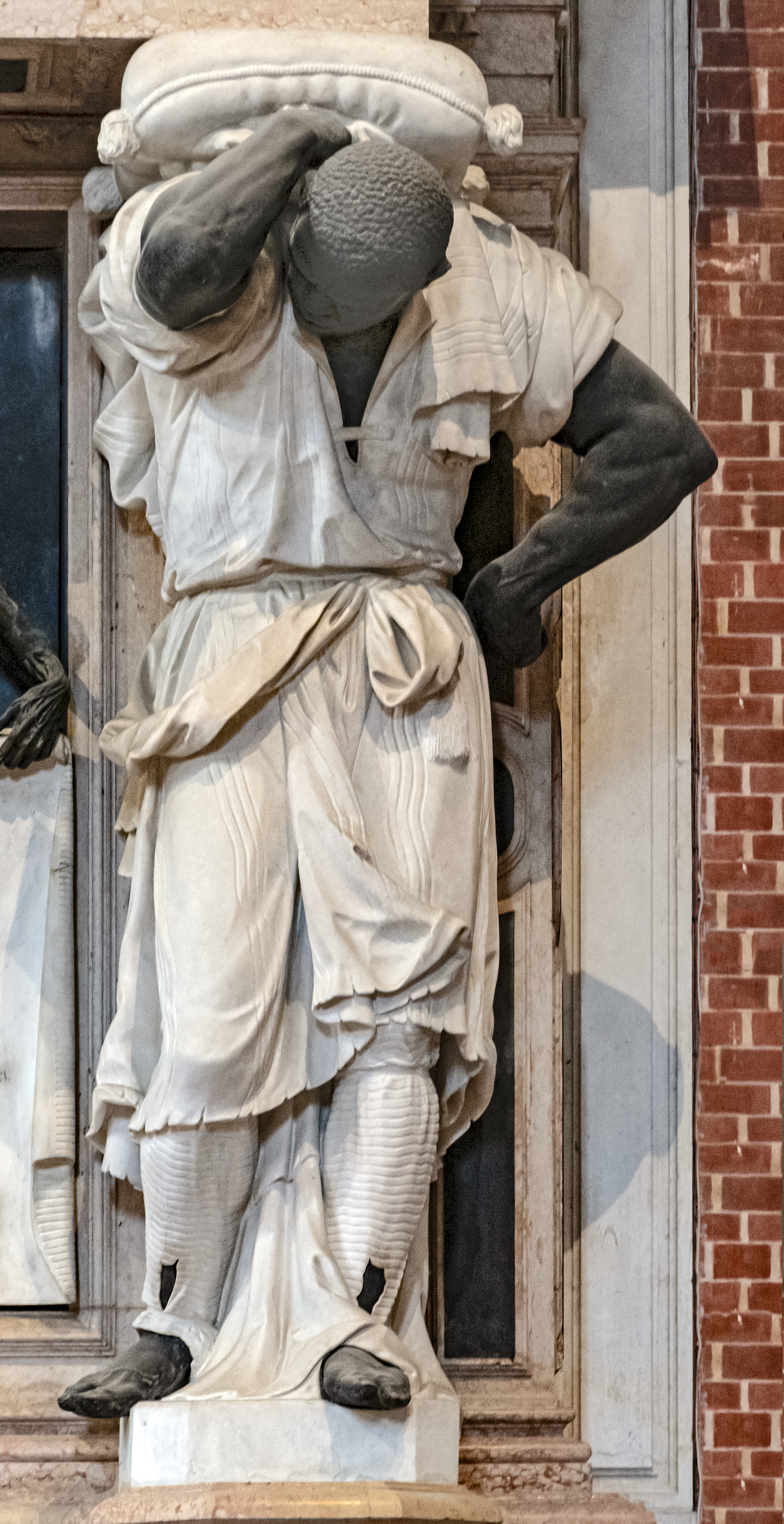
Barock.
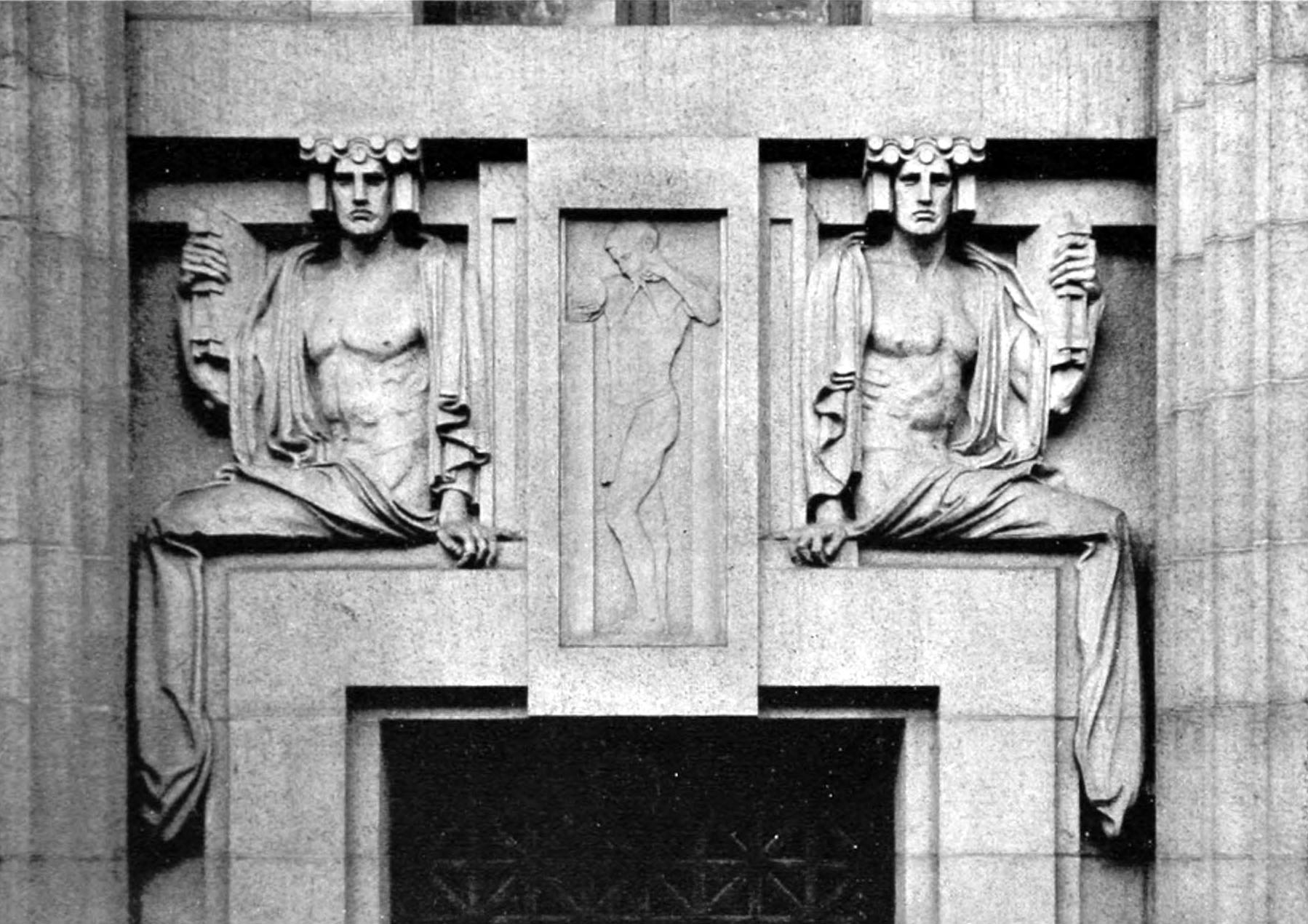
Art deco.